# 사이먼 뉴컴

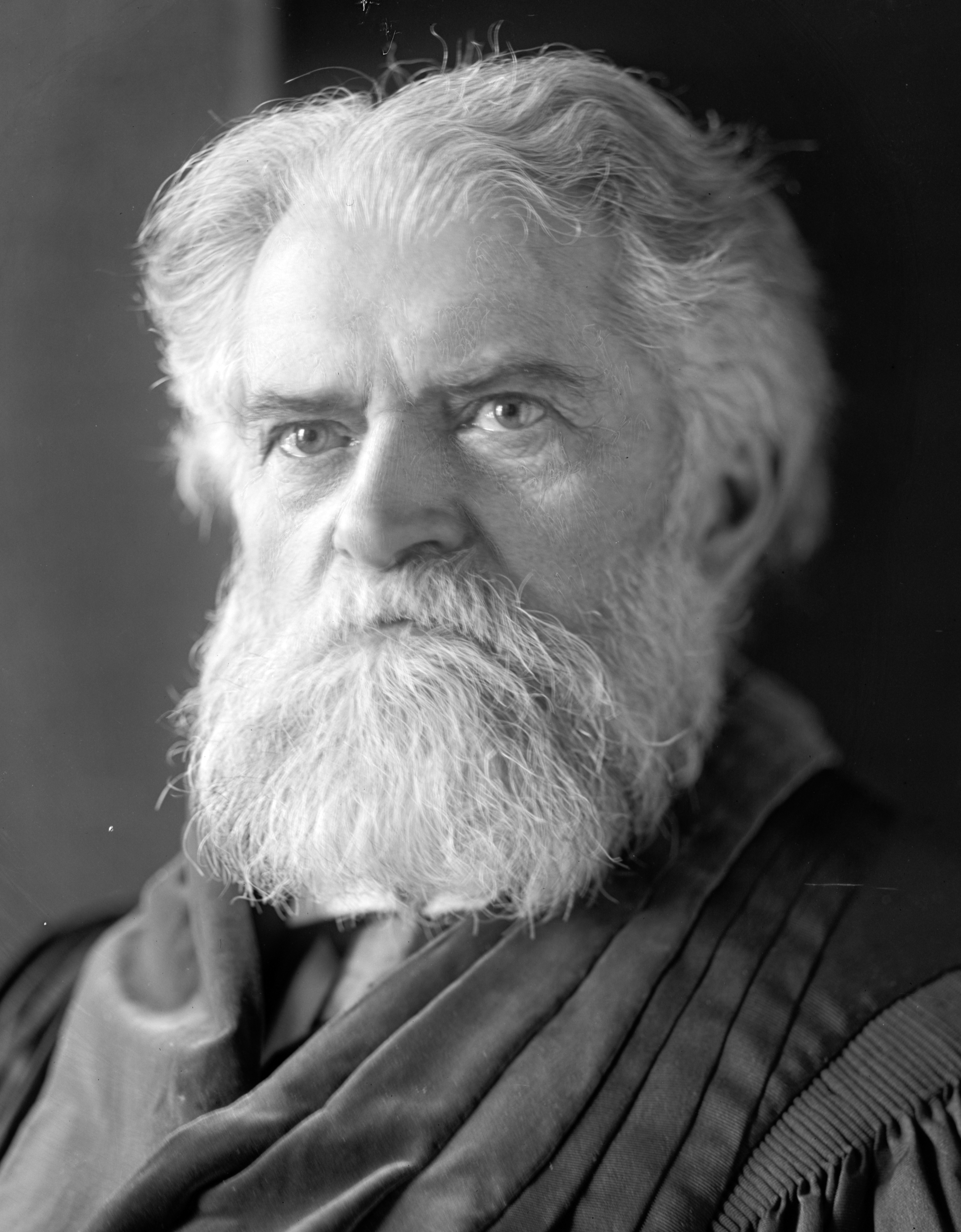
사이먼 뉴컴

사이먼 뉴컴(Simon Newcomb, 1835년 3월 12일 ~ 1909년 7월 11일)은 미국의 천문학자이자 수학자이다.

## 내력
현재 캐나다 노바스코샤주 월리스에서 교사의 아들로 태어났다. 독학으로 수학, 물리를 배우고 미국 메릴랜드주의 학교 교사가 되었다. 1857년에 Nautical Almanac Office에서 계산원으로 고용되었으며, 하버드 대학의 로렌스 과학 학교를 졸업했다. 남북 전쟁이 시작 될 때 해군 군인들이 직장을 떠나며, 여러 이유로 미국 해군 천문대의 수학, 천문학 교수가 되었다. 행성의 위치 측정과 행성 운동의 이론 연구를 실시했다. 1875년부터 하버드 대학 천문대의 소장, 1884년부터 존스 홉킨스 대학의 수학과 천문학의 교수가 되었다. 1900년에 비행기가 만들어질 거란 소문에 대해 ‘인간은 절대 엔진을 달고 하늘을 날 수 없다’고 말하며 수학적 계산을 발표한 갓으로도 알려져 있다.

## 같이 보기
- 밀턴 프리드먼